# Marinez Bassotto
Marinez Rosa dos Santos Bassotto (* 9. März 1971 in Canguçu, Rio Grande do Sul, Brasilien) ist eine brasilianische anglikanische Geistliche. Seit 2018 amtiert sie als Bischöfin der Diözese Amazonien in der Igreja Episcopal Anglicana do Brasil, seit 2022 auch als Primas der Kirche.

## Leben
Bassotto wurde 1995 zur Diakonin und 1996 zur Priesterin geweiht. Anschließend arbeitete sie  als Koadjutorin an der Catedral Anglicana da Santíssima Trindade in Porto Alegre, wo sie 1999 zur Dekanin aufstieg. Vor ihrer Wahl war sie Pfarrerin in Cachoeirinha.
Nachdem sie 2012 schon erfolglos für das Bischofsamt ihrer Heimatdiözese in Südbrasilien kandidiert hatte, wurde sie am 20. Januar 2018 zur Diözesanbischöfin der Diözese Amazonien gewählt und am 21. April 2018 zur Bischöfin geweiht. Sie war damit in ihrer Kirche (und in allen anglikanischen Kirchen in Südamerika) die erste Frau im Bischofsamt. Im November 2022 wurde Bassotto zusätzlich als Nachfolgerin von Naudal Gomes zur Präsidierenden Bischöfin ihrer Kirche ernannt. Sie war damit (nach Katharine Jefferts Schori in den USA und Linda Nicholls in Kanada) die dritte Frau weltweit, die in einer Mitgliedskirche der Anglikanischen Gemeinschaft das Amt des Primas innehatte.
Justin Welby, der Erzbischof von Canterbury, verlieh ihr im März 2022 das Cross of St Augustine, vor allem für ihre Verdienste um die Bewahrung der Schöpfung und den Schutz indigener Völker.
Bassotto ist verheiratet und hat zwei Töchter.